# Thézey-Saint-Martin
Thézey-Saint-Martin ist eine französische Gemeinde mit 201 Einwohnern (Stand: 1. Januar 2022) im Département Meurthe-et-Moselle in der Region Grand Est (bis 2015 Lothringen). Die Gemeinde gehört zum Arrondissement Nancy und zum Kanton Entre Seille et Meurthe.

## Lage
Thézey-Saint-Martin liegt etwa 24 Kilometer nordnordöstlich von Nancy an der Seille, die die Gemeinde im Westen begrenzt. In der Gemeindegrenze im äußersten Süden verläuft das Flüsschen Saint-Jean, das hier in die Seille einmündet. Umgeben wird Thézey-Saint-Martin von den Nachbargemeinden Vulmont im Norden, Foville im Nordosten und Osten, Alaincourt-la-Côte im Osten und Südosten, Craincourt im Süden, Létricourt im Süden und Südwesten, Abaucourt im Westen sowie Phlin im Nordwesten.

## Bevölkerungsentwicklung
| Jahr                       | 1962 | 1968 | 1975 | 1982 | 1990 | 1999 | 2006 | 2019 |
| Einwohner                  | 163  | 165  | 158  | 168  | 189  | 189  | 196  | 203  |
| Quellen: Cassini und INSEE |      |      |      |      |      |      |      |      |

## Sehenswürdigkeiten
- Kirche Saint-Michel aus dem 18. Jahrhundert, ab 1918 wieder errichtet
- Kapelle Saint-Martin aus dem 14./15. Jahrhundert
- Ruinen eines befestigten Hauses, Monument historique

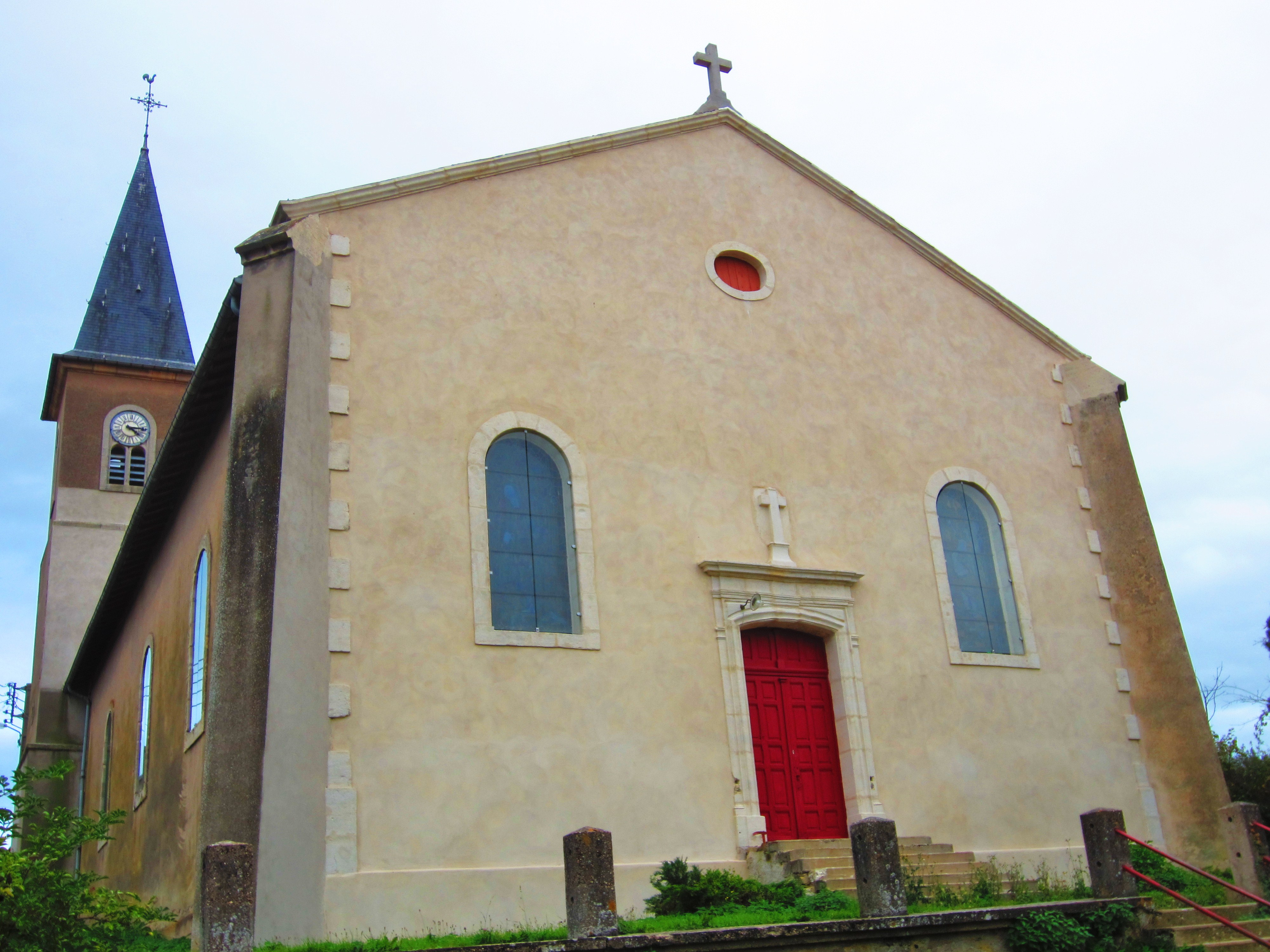
Kirche Saint-Michel
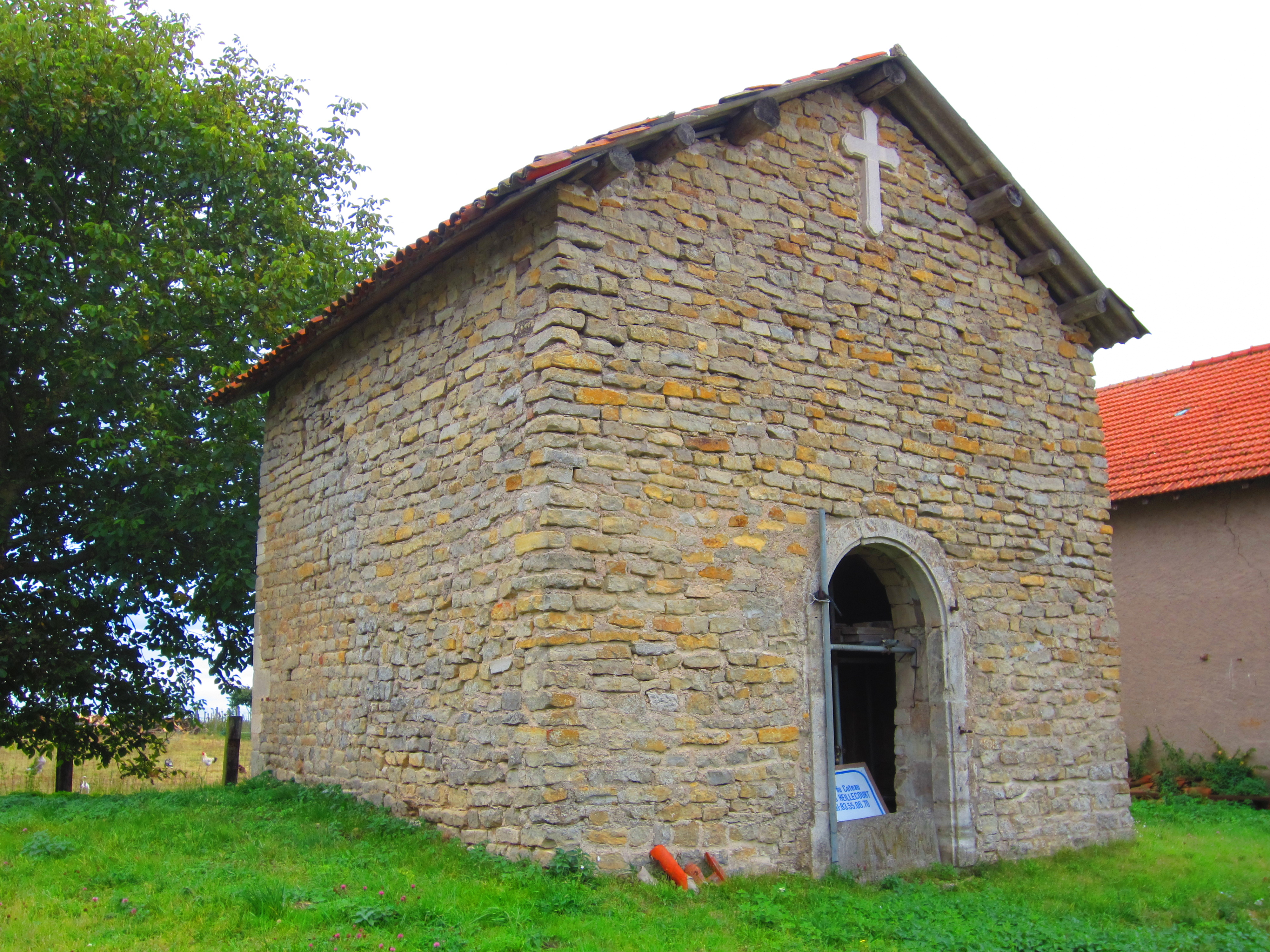
Kapelle Saint-Martin
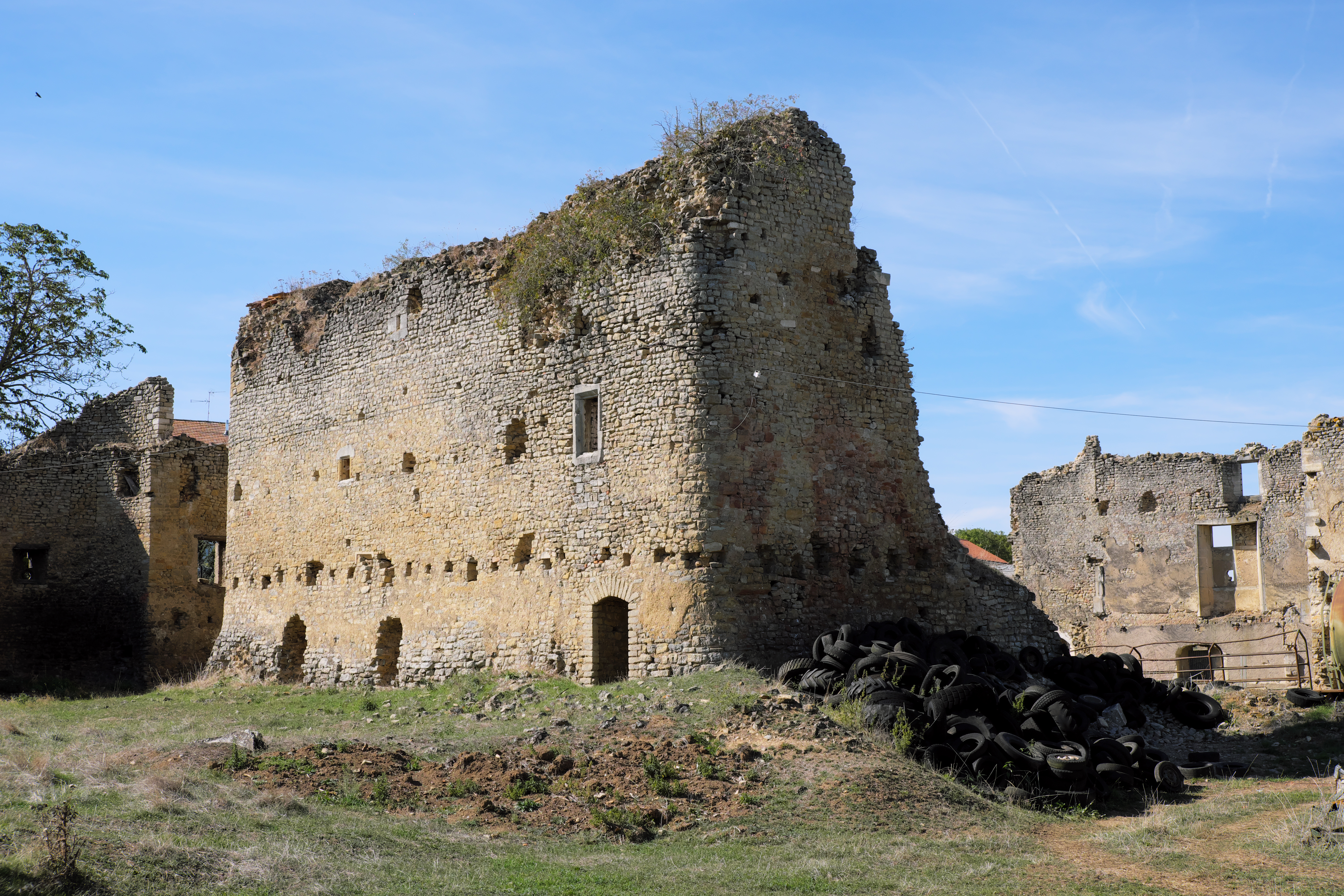
Reste eines befestigten Hauses